# Miraculous: Ladybug & Cat Noir – Der Film
Miraculous: Ladybug & Cat Noir – Der Film ist ein französisch-englischsprachiger computeranimierter 3D-Film aus dem Jahr 2023. Der Musical- und Superheldenfilm wurde von Jeremy Zag geschrieben und inszeniert. Er ist eine Adaption der animierten Fernsehserie Miraculous – Geschichten von Ladybug und Cat Noir und folgt zwei Pariser Teenagern, Marinette Dupain-Cheng und Adrien Agreste, die sich in die Superhelden Ladybug und Cat Noir verwandeln, um die Stadt vor Superschurken zu schützen. Am 11. Juni 2023 feierte der Film seine Weltpremiere im Grand Rex in Paris.

## Handlung
Meister Fu erzählt, dass die Miraculous Schmuckstücke sind, die von Helden getragen werden. Das gefürchtetste Miraculous ist das Miraculous des Schmetterlings. Bei einer negativen Emotion einer Person kann es aus dieser ein Monster erschaffen. Wird er eine neue Ladybug und einen neuen Cat Noir finden, die gegen Hawk Moth kämpfen?
Die tollpatschige und schüchterne Teenagerin Marinette Dupain-Cheng wird von Nino mit seinem Skateboard angefahren, wobei er Kaffee auf Chloés Kaschmirpulli verschüttet. Chloé ist deswegen wütend und packt Marinette am Kragen. Als Alya, eine Schülerreporterin, damit droht, sie zu filmen, lässt sie davon ab und geht. Weil Alya sie gerettet hat, freunden sich Marinette und Alya an.
Als Gabriel Agreste in seinem Modeatelier ankommt, empfängt ihn seine Assistentin Nathalie. Alya hilft Marinette währenddessen als Freundin in Musik, Sport, Chemie usw. Gabriel geht in seinen Showroom und sieht eine Vision von seiner toten Frau Emilie, die ein besonderes Kleid haben möchte. Als Adrien am Abend nach Hause kommt, erfährt er, dass er wieder alleine zu Abend essen muss, ist er traurig. An diesem Abend geht Adrien in ein Theater, wo seine Mutter früher Stücke aufführte. Gabriel aktiviert das Schmetterlings-Miraculous, das er bei einem Verkäufer ergattert hat und verwandelt sich in einer Höhle mit dem Kwami Nooroo zum ersten Mal in den Bösewicht Hawk Moth. In seinem Büro verwandelt er sich später zum zweiten Mal.
Adrien geht am nächsten Morgen in die Bibliothek des Collège Françoise Dupont, wo auch Marinette zur Schule geht. Marinette flüchtet vor Chloé in die Bibliothek, wo sie auf Adrien trifft und sich in ihn verliebt. Adrien hat an der Schule auch einen Freund Nino. Meister Fu, der Hüter der Miraculous, befreit Tikki, das Kwami der Erschaffung und Plagg, das Kwami der Zerstörung aus ihrem Schlaf. Mit ihnen möchte Meister Fu eine neue Ladybug und einen neuen Cat Noir finden. Marinette wird unterdessen von Chloé und ihrer Freundin Sabrina verfolgt. Dabei flüchten beide Kwamis, doch als Meister Fu Tikki einfängt, kommt ihm ein LKW entgegen. Marinette kann Meister Fu retten und stößt auf der Flucht auf einen Antiquitätenladen. In dem Laden verwandelt sie sich, dank Tikki, in Ladybug. Ungefähr zur gleichen Zeit entdeckt Adrien eine schwarze Katze in seinem Zimmer, die ihm das Miraculous von Plagg bringt.
Währenddessen ist ein Verkäufer sehr traurig, weil eine Frau seinen romantischen Heiratsantrag abgelehnt hat, da sie einen anderen liebt. Hawk Moth spürt die negativen Emotionen des Mannes und verwandelt ihn in einen Gargoyle. Im Gegenzug soll er ihm die Miraculous von Ladybug und Cat Noir bringen. In der Kathedrale von Notre-Dame, wo sich auch der Gargoyle befindet, begegnen sich Ladybug und Cat Noir zum ersten Mal. In dem Kampf gegen den Gargoyle kann Ladybug Cat Noir retten und zwei Züge stoßen zusammen, wobei der Akuma den Schurken verlässt. Der Schurke verwandelt sich zurück zum Verkäufer und kann sich nicht erinnern, was gerade passierte. Alya ist auch vor Ort und ist beeindruckt von den zwei neuen Superhelden in Paris. Ladybug und Cat Noir können flüchten, bevor die Polizei einschreitet. Ladybug und Cat Noir streiten sich, aber Meister Fu kann den Streit schlichten und erklärt ihnen ihre Aufgaben und Fähigkeiten. Cat Noir alias Adrien verliebt sich in Ladybug. Tikki erklärt Marinette, dass sie den Akuma hätte einfangen müssen, weil sich sonst Hawk Moths Macht vervielfachen kann. Währenddessen macht sich Gabriel Sorgen um Adrien und seine Sicherheit. Gabriel möchte mit den Miraculous von Ladybug und Cat Noir seine Frau Emilie zurückholen, damit sie sich um Adrien kümmern kann und Adrien und er nicht mehr so traurig und einsam sind. Er meint, dass das Chaos regieren soll, das seinen Plan in die Tat umsetzt.
Auch wenn Marinette zunächst nicht weiter als Heldin aktiv sein will und doch Tikki zu ihr mit dem Miraculous zurückkehrt, wird die Stadt von weiteren Schurken von Hawk Moth attackiert. Gabriel Agreste alias Hawk Moth wird mit jedem Kampf, den Ladybug und Cat Noir gegen seine Schurken bestreiten, immer wütender und verzweifelter. In einer Bank in Paris möchten der Mime und die Magier aus dem Tresor Geld stehlen. Die Bank ist von außen mit der Polizei evakuiert worden. In dem Tresor ist jedoch kein Geld, sondern Hawk Moth, der beide akumatisiert und als Gegenleistung Ladybugs und Cat Noirs Miraculous haben will. An diesem Tag gehen Alya, Marinette, Nino und Adrien auf dem Jahrmarkt. Auch Chloé ist mit Sabrina auf dem Jahrmarkt, wo beide Riesenrad fahren. Nino ist in Alya verliebt und beide fahren Achterbahn. Währenddessen sprechen Marinette und Adrien miteinander, doch beide werden von Marinettes Vater Tom gestört, der beide belauscht und beobachtet hatte.
Adrien wird von Gabriel/Hawk Moth angerufen, dass er nach Hause kommen soll. Schon kurz darauf wird der Jahrmarkt von dem Mime und der Magierin gestört, in dem Moment als Alya und Nino sich ihre Gefühle gestehen wollten. Danach folgten Explosionen und es kamen auch Ladybug und Cat Noir. Beide Superhelden lernten in dem Kampf, dass sie gemeinsam stark sind. Nachdem Ladybug und Cat Noir mit ihrem Teamwork die Schurken besiegten, fing Ladybug mit ihrem Jo-Jo die zwei Akumas ein, die dann zu weißen Schmetterlingen wurden. Der Mime und die Magierin verwandeln sich zurück und werden von der Polizei verhaftet. Nach dem Kampf schäumte Hawk Moth vor Wut. Es war den Schurken wieder nicht gelungen, ihm die beiden Miraculous zu bringen. Alya war wieder an dem Ort, wo Ladybug und Cat Noir gekämpft hatten. Eines Abends leuchteten die Miraculous von Marinette, die sich zu Ladybug verwandelt und zu Cat Noir eilt. Dieser führte Ladybug in einen Theatersaal und er fing an Klavier zu spielen. Er erzählt ihr, dass er nach dem Tod seiner Mutter traurig war, aber dank Ladybug glücklich wurde. Dann singen beide ein Lied über den Dächern von Paris, doch als er sie küssen will, lehnt sie den Kuss ab, weil sie ihn nicht liebt. Am nächsten Tag möchte Marinette ein Geschenk Adrien geben, damit er sie auf den Ball begleiten könnte. Adrien lehnte ab, weil er Ladybug liebt und noch traurig ist, weil er von ihr abgelehnt wurde. Dann kommt Chloé und behauptet, dass sie die Liebe von Adrien ist und Marinette ist am Boden zerstört.
Nach der Schule ist Marinette traurig in ihrem Zimmer. Währenddessen akumatisierte Hawk Moth sich, um in dem Finale gegen Ladybug und Cat Noir zu gewinnen. Marinettes Miraculous blinkten und sie wusste, dass jetzt Gefahr droht. Deshalb verwandelt sie sich in Ladybug. An diesem Abend liegt Adrien traurig im Bett und registriert nicht, dass das Miraculous blinkt und Paris in Gefahr ist. Doch als er Hawk Moth auf dem Eiffelturm sah, verwandelt er sich in Cat Noir und eilt zu Ladybug, die auf ihn wartet. Ohne zu zögern kletterte er den Eiffelturm hoch, um gegen Hawk Moth zu kämpfen. Als er seine Superkraft Kataklysmus, die alles zerstören konnte, was es berührt, aktiviert, bricht der Eiffelturm ein und Cat Noir und Hawk Moth fallen in die Tiefe.
Cat Noir hatte das Bewusstsein verloren, Ladybug zog ihn auf einem Stück des zerbrochenen Eiffelturms. Dann nimmt Hawk Moth Ladybug das Miraculous mit Tikki an sich, so dass sie sich in Marinette zurückverwandelt. Als Hawk Moth Cat Noirs Miraculous an sich neben wollte, war Cat Noir schneller. Sie stürzten sich mit Cat Noir in ein Haufen von Akumas, wo Cat Noirs Maske verrutscht ist. Als Hawk Moth ihm das Miraculous nehmen wollte, erkannte er, dass Cat Noir sein Sohn Adrien ist. Gabriel hörte auf Hawk Moth zu sein und sein Anzug verwandelte sich in weiße Schmetterlinge. Adrien alias Cat Noir wacht auf und als er erkannte, dass sein Vater Hawk Moth war, brach Gabriel in Tränen aus. Er erzählt Adrien, dass sich seine Mutter Emilie und er in der Schule ineinander verliebt haben. Sie bekamen  Adrien und danach starb Emilie. Nach ihrem Tod war Gabriel verzweifelt und traurig. Als sich Adrien und Gabriel umarmen, erscheint Emilie, die beide umarmt. Da weiß Gabriel, dass die Liebe stärker ist als der Tod. Marinette verwandelt sich in Ladybug und gibt Meister Fu später das Schmetterlings-Miraculous zurück. Mit ihrem Glücksbringer repariert sie Paris.
Marinette wird von ihren Eltern zum Winterball gefahren. Dort trägt sie ein marienkäferrotes Kleid mit schwarzen Punkten. Alya und Nino bewundern ihr Kleid. Marinette sucht nach Adrien und findet ihn schließlich auf der Terrasse. Er trägt einen schwarzen Anzug und eine weiße Fliege. Adrien findet heraus, dass Marinette Ladybug ist und sie küssen sich.
Später entdeckt Nathalie hinter dem Porträt von Gabriels Frau Emilie den Zugang zu einem Versteck in einer Höhle unter dem Agreste-Anwesen. Dort liegt die totgeglaubte Emilie, die um ihren Hals das Pfauen-Miraculous trägt. Gabriel sagt Nathalie, dass sie niemandem davon erzählen soll.

## Produktion
Der Film wurde erstmals von Jeremy Zag während des Miraculous-Panels auf der ComiKon İstanbul am 29. September 2018 angekündigt. Die Handlung wurde als eine Mischung aus einer Ursprungsgeschichte und der Handlung der Fernsehserie angekündigt. Die Fertigstellung der vierten und fünften Staffeln der Serie war für die beteiligten Studios jedoch Priorität, ehe der Film fertig gestellt werden sollte. An der Produktion beteiligt waren ZAG Inc., Method Animation, ON Animation Studios und The Awakening Production. Im April 2022 wurde bekannt, dass das Budget des Films mit 80 Millionen Euro eines der größten für einen französischen Film bisher ist.
Bei der Produktion führte Jeremy Zag Regie und schrieb zusammen mit Bettina Lopez Mendoza das Drehbuch. Er fungierte zudem zusammen mit Aton Soumache und Daisy Shang als Produzent und komponierte zusammen mit Harvey Mason Jr. die Filmmusik. Für den Schnitt war Yvann Thibaudeau verantwortlich und das Charakterdesign entwarf Angie Nasca.

## Veröffentlichung

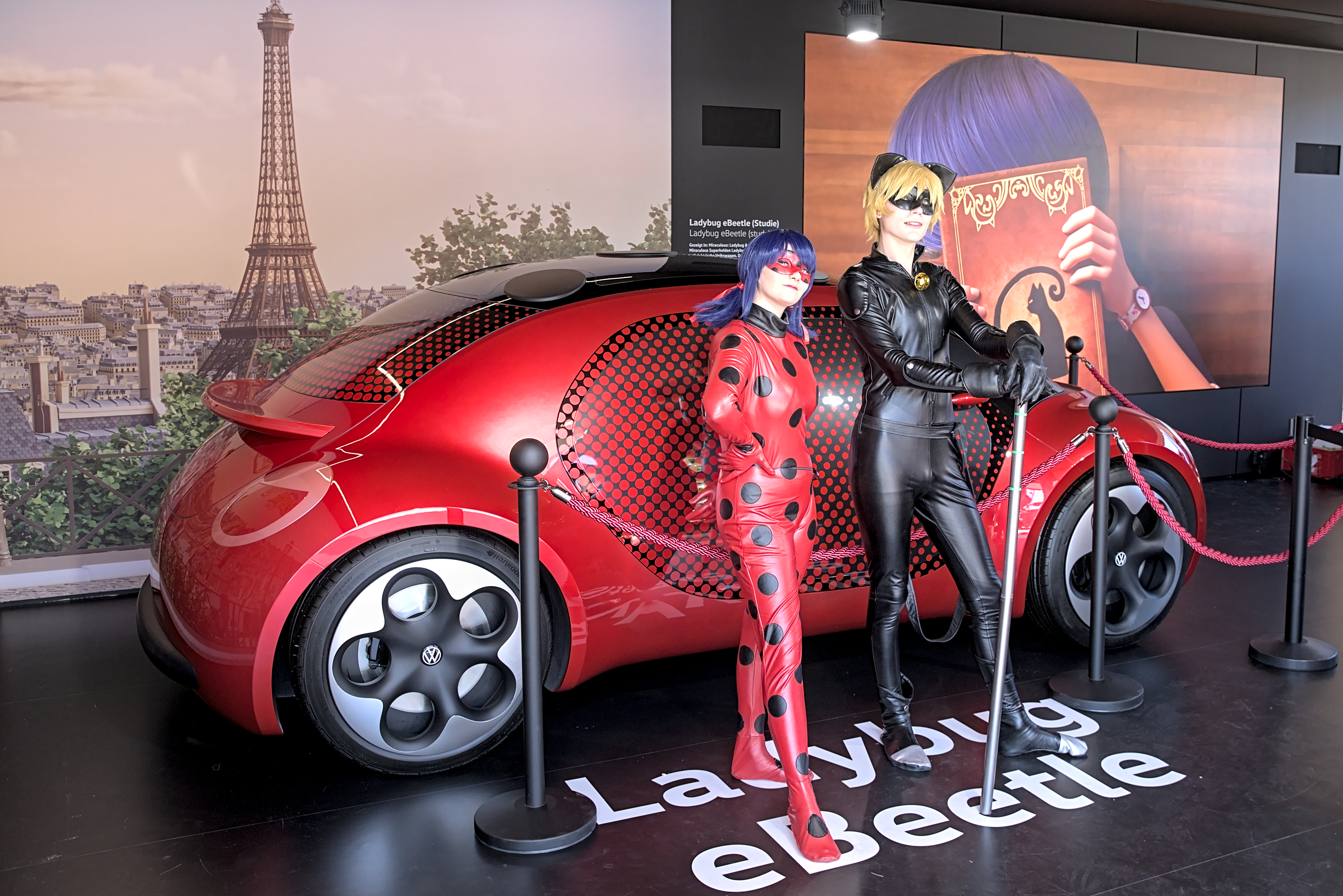
Ladybug Beetle von Kooperationspartner Volkswagen mit Cosplayer als Cat Noir und Ladybug

Der Film war ursprünglich für eine Veröffentlichung Ende 2021 in Frankreich angesetzt. Am 18. Juni 2021 wurde beim Annecy Festival bekannt, dass der Film in die erste Hälfte des Jahres 2022 verlegt wurde. Dann wurde angekündigt, der Film solle am 3. August 2022 in Frankreich in die Kinos kommen. Den Vertrieb übernahm SND.
Premiere von Miraculous: Ladybug & Cat Noir – Der Film war schließlich der 11. Juni 2023 im Grand Rex in Paris. Der Film kam am 5. Juli 2023 in Frankreich, den Niederlanden, Marokko, Tunesien, Algerien und den französischsprachigen Regionen von Belgien, Luxemburg und der Schweiz in die Kinos. In den deutschen Kinos startete er am 6. Juli 2023, ebenso im Rest der Schweiz, Belgien und Luxemburg sowie in Italien. Es folgten weitere Internationale Kinoauswertungen, unter anderem in Polen, Russland, China und der Türkei, sowie Veröffentlichungen online für etliche Länder.

### Zensur
Die deutsche Kinofassung des Filmes wurde, um von der FSK ohne Altersbeschränkung freigegeben zu werden, um einige Action-Szenen sowie die Schlussszene mit Nathalie gekürzt. In den Vereinigten Staaten erhielt die unzensierte Filmfassung die Freigabe Parental Guidance Suggested (PG) von der MPA, die zweitniedrigste Freigabestufe in den Vereinigten Staaten. Eine ungeschnittene Version des Filmes auf Deutsch wurde nachträglich weder auf DVD noch bei Streaming-Plattformen veröffentlicht. Im offiziellen Hörspiel zum Film sind jedoch Explosionen und deutsche Dialoge aus den entfernten Szenen zu hören.

## Synchronisation
| Rolle                            | französische Sprecher                   | englische Sprecher                              | deutsche Sprecher                             |
| -------------------------------- | --------------------------------------- | ----------------------------------------------- | --------------------------------------------- |
| Marinette Dupain-Cheng / Ladybug | Anouck Hautbois Gesangsstimme: Lou Jean | Cristina Vee Gesangsstimme: Lou Jean            | Lydia Morgenstern Gesangsstimme: Sarah Engels |
| Tikki (Marienkäfer-Kwami)        | Marie Nonnenmacher                      | Mela Lee                                        | Jennifer Weiß                                 |
| Adrien Agreste / Cat Noir        | Benjamin Bollen Gesangsstimme: Elliott  | Bryce Papenbrook Gesangsstimme: Drew Ryan Scott | Maximilian Artajo Gesangsstimme: Mike Singer  |
| Plagg (Katzen-Kwami)             | Thierry Kazazian                        | Max Mittelman                                   | Konrad Bösherz                                |
| Gabriel Agreste / Hawk Moth      | Antoine Tomé                            | Keith Silverstein                               | Peter Flechtner                               |
| Nooroo (Schmetterlings-Kwami)    | Martial Le Minoux                       | Lauren Amante                                   | Dirk Petrick                                  |
| Nathalie Sancoeur                | Marie Diot                              | Sabrina Weisz                                   | Christin Quander                              |
| Alya Césaire                     | Fanny Bloc                              | Carrie Keranen                                  | Yvonne Greitzke                               |
| Nino Lahiffe                     | Alexandre Nguyen                        | Zeno Robinson                                   | Christian Zeiger                              |
| Chloé Bourgeois                  | Marie Chevalot                          | Selah Victor                                    | Gabrielle Pietermann                          |
| Sabine Cheng                     | Jessie Lambotte                         | Philece Sampler                                 | Ulrike Stürzbecher                            |
| Tom Dupain                       | Martial Le Minoux                       | Christopher Corey Smith                         | Sven Brieger                                  |
| Meister Wang Fu                  | Gilbert Lévy                            | Paul St. Peter                                  | Michael Pan                                   |
| Sabrina Raincomprix              | Marie Nonnenmacher                      | Cassandra Lee Morris                            | Jill Böttcher                                 |

## Rezeption
Der Film spielte international über 40 Millionen Dollar ein, davon 12 Millionen in Frankreich. Im Le Parisien erhielt der Film eine positive Kritik. Die Geschichte sei einfach, aber effektiv, und erzähle über Angst, Mut und Liebe. Die Stadt Paris sei ein Herzstück der Erzählung und angereichert mit vielen Liedern erinnere Miraculous an Disney-Filme. In Les Fiches du cinéma wird diese Ähnlichkeit als Makel bemerkt, da die Geschichte auf diese Weise ihren eigenen Charme verliere, auch wenn das Postkarten-hafte Paris und die Animationen dennoch attraktiv seien. Für Le Figaro profitiert dieser „animierte Musical-Blockbuster im französischen Stil“ von seinen sauberen Animationen und schönen Action-Szenen.